# Sven Barth
Sven Barth (Weinheim, 30 december 1980) is een Duits autocoureur.

## Carrière
Barth begon zijn autosportcarrière in 2000 in de Formel König en eindigde als achtste in het kampioenschap. In 2001 stapte hij over naar de Duitse Formule Volkswagen. Hij won drie van de negen races en stond in twee andere races ook op het podium, waardoor hij achter Walter Lechner jr. tweede in de eindstand werd met 148 punten. In 2002 deed hij het een stapje beter in dit kampioenschap met zes overwinningen en drie andere podiumplaatsen uit veertien races, waardoor hij het kampioenschap wist binnen te halen met 288 punten.
In 2003 maakte Barth zijn Formule 3-debuut in het Duitse Formule 3-kampioenschap, waarin hij uitkwam voor het team Franz Wöss Racing. Hij won één race op de A1 Ring en werd achter de dominante João Paulo de Oliveira tweede in het kampioenschap met 191 punten.
In 2004 stapte Barth over naar de Formule Renault V6 Eurocup, waarin hij vanaf het tweede raceweekend op het Circuit Ricardo Tormo Valencia instapte bij het team Interwetten.com naast Jaap van Lagen. Hij won één race op het Circuit de Monaco en behaalde nog een podiumplaats in de seizoensafsluiter op het Dubai Autodrome. Mede hierdoor werd hij negende in het eindklassement met 126 punten.
In 2005 had Barth geen vast racezitje. Wel maakte hij zijn debuut in de Formule Renault 3.5 Series bij het team Interwetten.com tijdens de race in Monaco, die hij op de zestiende plaats afsloot. Daarnaast nam hij dat jaar deel aan één raceweekend van de Duitse Formule 3 bij Franz Wöss Racing op de Nürburgring en eindigde de eerste race als negende, terwijl hij in de tweede race de finish niet kon bereiken.
Na vijf jaar afwezigheid keerde Barth, na in 2009 wel een race te hebben gereden in de Proto-klasse van V de V Challenge Endurance Moderne, in 2011 terug in de autosport in de eerste divisie van de European Sports Car Challenge. Van de veertien races won hij er slechts twee niet en werd zo met overmacht kampioen door 226 punten te scoren.
In 2013 maakte Barth zijn debuut in de ADAC GT Masters bij het RWT Racing Team, maar in vijf races wist hij niet tot scoren te komen. In 2014 reed hij voor RWT een volledig seizoen in dit kampioenschap, waarin hij op de Nürburgring samen met zijn teamgenoot David Jahn één race won en zeventiende werd in de eindstand met 54 punten.
In 2015 kwam Barth uit in zijn derde seizoen van de ADAC GT Masters voor RWT. Met twee zevende plaatsen op de Red Bull Ring als beste resultaten eindigde hij op de 27e plaats in het klassement met 20 punten. In 2016 behaalde hij in totaal vijf kampioenschapspunten, waardoor hij afzakte naar de 44e plaats in de eindstand.